# Револуционарне оружане снаге (Куба)
Револуционарне оружане снаге (шп. Fuerzas Armadas Revolucionarias, FAR) су оружане снаге Републике Кубе. Обухватају копнену војску, ратну морнарицу, ратно ваздухопловство и противаздухопловну одбрану и остале паравојне формације, као што су Милиција територијалних трупа, Омладинска радничка армија, Одбрамбено-производне бригаде, Организација цивилне одбране и Национални институт резервиста. Све ове формације подређене су Министарству Револуционарних оружаних снага.
Оружане снаге су дуго била најмоћнија институција на Куби. Војска управља многим предузећима у кључним економским секторима који представљају око 4% кубанске привреде. У бројним говорима, Раул Кастро је истакао улогу војске као „народног партнера“.

## Историја
Кубанску војску у свом оригиналном облику први су основали 1868. године кубански револуционари током Десетогодишњег рата. Придружила се савезницима у Првом светском рату у априлу 1917.  године и снабдевала шећером неколико земаља, углавном САД. Учествала је у бици за Карибе током Другог светског рата када је била део савезника под вођством САД. Након што је Кубанска револуција збацила владу Фулхенсија Батисте, Покрет 26. јул под вођством Фидела Кастра је реорганизован у Револуционарне оружане снаге Кубе.
Током Хладног рата, Совјетски Савез је Куби давао и војну и финансијску помоћ. Од 1966. па до краја 1980-их, совјетска помоћ је омогућила модернизацију кубанских оружаних снага и њено уздизање до ранга најмоћније војске Латинске Америке. То је уједно омогућило и кубанске интервенције у другим земљама, а прва таква ситуација биле је у Гани 1961. године. Две године касније, кубанска војска је била присутна и у Алжиру, а до 1978. године је била и у Сирији и Етиопији. Од 1975. до 1989. године, Куба је интервенисала у Анголи, а током 1980-их је учествовала и у Никарагви и Салвадору. Тонажа совјетских војних испорука Куби током већег дела 1980-их премашила је испоруке током било ког периода још од јачања војске током кубанске ракетне кризе 1962. године.
Влада је 1989. године покренула чишћење оружаних снага и Министарства унутрашњих послова, осудивши генерал-мајора и хероја Републике Кубе Арналда Очоу, пуковника Министарства унутрашњих послова Антонија де ла Гвардију (Тони ла Гвардија) и бригадног генерала унутрашњих послова Патрисија де ла Гвардију по оптужбама за корупцију и трговину дрогом. Ова пресуда је на Куби позната као "Узрок 1". Очоа и Антонио де ла Гвардија су погубљени. Након погубљења, војска је драстично смањена, Министарство унутрашњих послова стављено је под неформалну контролу начелника Револуционарних оружаних снага генерала Раула Кастра (брата Фидела Кастра), а велики број војних официра пребачен је у Министарство унутрашњих послова.
Распад Совјетског Савеза довео је до слабљења кубанске војне силе.
ДИА је 1998. године известила да су паравојне војске Кубе претрпеле знатну деградацију морала и обуке током претходних седам година, али су и даље задржале потенцијал да „непријатељску инвазију учине скупом". Куба је такође усвојила стратегију „рата народа“ која наглашава одбрамбену природу њених способности.
Дана 14. септембра 2012. године, кубански високи генерал пристао је да даље продуби војну сарадњу са Кином током посете Пекингу. Он је рекао да је Куба спремна да унапреди размену са кинеском војском и ојача билатералну сарадњу у обуци особља и другим областима.
Кубанска војна моћ је нагло смањена губитком совјетских субвенција након завршетка Хладног рата, а данас Револуционарне оружане снаге броје 39.000 редовних војника.
У априлу 2021. године, дугогодишњи начелник генералштаба Алваро Лопез Мијера преузео је дужност министра револуционарних оружаних снага.

## Револуционарна војска
Године 1984, према Jane's Military Review, постојале су три главне географске команде, западна, централна и источна. Било је пријављених 130.000 војника свих чинова, а свака команда је била гарнизонирана од стране војске која се састојала од једне оклопне дивизије, механизоване дивизије и корпуса од три пешадијске дивизије, иако је Источна команда имала два корпуса од укупно шест дивизија. Постојала је и независна војна област, са једном пешадијском дивизијом, која је имала гарнизон на Острву младости.
Процена Одбрамбене обавештајне агенције САД из прве половине 1998. године каже да су оклопне и артиљеријске јединице војске биле у ниском степену приправности због „озбиљно смањене” обуке, генерално неспособне да изводе ефикасне операције изнад нивоа батаљона, и да је опрема углавном била у складиштење и недоступно у кратком року. У истом извештају се наводи да кубанске снаге за специјалне операције настављају да обучавају, али у мањем обиму него раније, и да, иако недостатак резервних делова за постојећу опрему и тренутни озбиљан недостатак горива све више утичу на оперативне способности, Куба је остала у могућности да понуди значајан отпор било којој регионалној сили.

## Револуционарно ратно ваздухопловство и противаздухопловна одбрана
Кубанске револуционарно ратно ваздухопловство и противаздухопловна одбрана или DAAFAR коришћене су 1980-их уз помоћ Совјетског Савеза да би могле да пројектују моћ у иностранству, посебно у Африци. За то време Куба је послала борбене авионе и транспорте за распоређивање у зонама сукоба као што су Ангола и Етиопија.
Године 1990, ваздухопловство Кубе је било најбоље опремљено у Латинској Америци. Све у свему, модерно кубанско ваздухопловство увезло је око 230 авиона са фиксним крилима. Иако тачан број није доступан, западни аналитичари процењују да је најмање 130 (са само 25 оперативних) ових авиона још увек у употреби распоређених међу тринаест војних ваздушних база на острву.
Године 1996. године, ловци из кубанског ратног ваздухопловства оборили су два авиона Cessna са седиштем на Флориди за које се нетачно сумњало да су бацали летке у кубански ваздушни простор. Ваздухопловство је критиковано што пилотима авиона није дало друге опције осим да буду оборени. Једна летелица је побегла.
Године 1998, према истом горе поменутом извештају ДИА, ваздухопловство је имало „мање од 24 оперативна МИГ ловца; обуку пилота једва адекватну за одржавање стручности; опадајући број ловачких налета, ракета земља-ваздух и артиљерије противваздушне одбране као одговор на нападне ваздушне снаге.
До 2007. године Међународни институт за стратешке студије је проценио да је Куба имала 8.000 припадника ваздухопловства са 41 борбено способним авионом и још 188 ускладиштених. Зна се да је Куба набавила још један МИГ-29 и неколико МИГ-23, што значи да има 58 борбених авиона.

## Револуционарна ратна морнарица
Године 1988, кубанска морнарица је имала 12.000 људи, три подморнице, две модерне фрегате са навођеним пројектилима, један обавештајни брод и велики број патролних летелица и миноловаца. Међутим, већина бродова совјетске производње је повучена или потопљена да би се направили гребени. До 2007. године процењено је да кубанска морнарица има 3.000 војника (укључујући и до 550+ морнаричке пешадије) са шест ракетних чамаца Оса-II и једном корветом класе Паук. Кубанска морнарица такође укључује мали батаљон маринаца под називом Десембарkо де Гранма. Некада је бројао 550 људи, иако није позната његова садашња величина.
Након што су старе совјетске подморнице избачено из употребе, Куба је потражила помоћ од искуства Северне Кореје у патуљастим подморницама. Севернокорејске избеглице су тврдили да су видели Кубанце средином и крајем 1990-их у тајној бази подморница. Годинама касније, једна једина слика мале црне домаће подморнице у луци Хавана постала је јавна. Прича се да се зове Делфин и да ће бити наоружана са два торпеда. Само један чамац је у употреби и дизајн изгледа оригиналан, чак и ако је под утицајем севернокорејског и совјетског дизајна.
Кубанска морнарица данас има сопствене ракетне системе.

## Специјалне снаге
Ависпас Неграс (Црне осе), такође формално позната као Мобилна бригада специјалних трупаје јединица специјалних снага у Кубанским револуционарним оружаним снагама. Често се идентификује као војна јединица 4895. Десембарко де Гранма је мали батаљон маринаца са улогом попут маринаца.

## Војне школа
- Командна академија Максимо Гомез
- Колеџ националне одбране Кубе
- Систем војних школа Камило Сјенфуегос
- Војни колеџ Хосе Масео
- Војни колеџ Антонио Масео
- Поморска академија Гранма
- Војнотехнички институт Хосе Марти
- Војномедицински универзитет Кубе
- Школа војног права Аридес Санчез